# 奧列尼夫卡 (梅利托波爾區)
46°56′44″N 35°34′22″E / 46.94556°N 35.57278°E
奧列尼夫卡（烏克蘭語：Оленівка）是位於烏克蘭東南部的村莊，由扎波羅熱州梅利托波爾區的米爾內市鎮負責管轄。該村始建於1849年，面積0.39平方公里，海拔高度23米，2001年人口94，人口密度每平方公里244.2人。